# Lezhnevsky (huyện)
Huyện Lezhnevsky (tiếng Nga: ? райо́н) là một huyện hành chính tự quản (raion), của Tỉnh Ivanovo, Nga. Huyện có diện tích 782 kilômét vuông, dân số thời điểm ngày 1 tháng 1 năm 2000 là 21100 người. Trung tâm của huyện đóng ở Lezhnevo.